# Tierra de libertad
Tierra de libertad es el undécimo álbum de estudio de la banda de Rock española Medina Azahara, publicado el 1 de octubre de 2001 por la discográfica Avispa Music.

## Detalles
A diferencia de anteriores discos caracterizados por su contundencia, Medina Azahara con este trabajo musicalmente toman un rumbo algo más pausado y más elaborado, en el que destacan canciones como la que da título, tratando el tema de la inmigración y que además les hizo obtener una nominación como Mejor Canción de Rock en la gala de los Premios de la Música de 2002 que otorga la Sociedad General de Autores y Editores (SGAE).
Tierra de Libertad volvió a ser otro gran impacto de ventas en la carrera del grupo. Se colocó en el puesto número 18 de la lista AFYVE de ventas nada más salir a la venta, manteniéndose durante varias semanas más y consiguiendo por enésima vez un disco de oro en agosto de 2002 al vender más de 50 000 copias, haciendo con ello que las ventas generales de sus trabajos superasen el millón de ejemplares.

## Lista de canciones
1. "Insomnia" - 2:03
2. "Tierra De Libertad" - 4:21
3. "Se Me Olvidó" - 4:25
4. "Mora" - 4:04
5. "Así Es Madrid" - 3:54
6. "Despierta" - 4:10
7. "Ocaso De Un Amor" - 4:31
8. "No Me Provoques" - 4:23
9. "Un Hombre Feliz" - 6:10
10. "Danzarina" - 3:41
11. "La Vida Es Así" - 3:16
12. "Igual Que Ayer" - 5:07
13. "Por Vivir" - 4:20

## Créditos
- Bajo – José Miguel Fernández
- Batería – Manuel Reyes
- Guitarra – Francisco Ventura
- Teclados – Manuel Ibañez
- Voz – Manuel Martínez